# Финкенталь

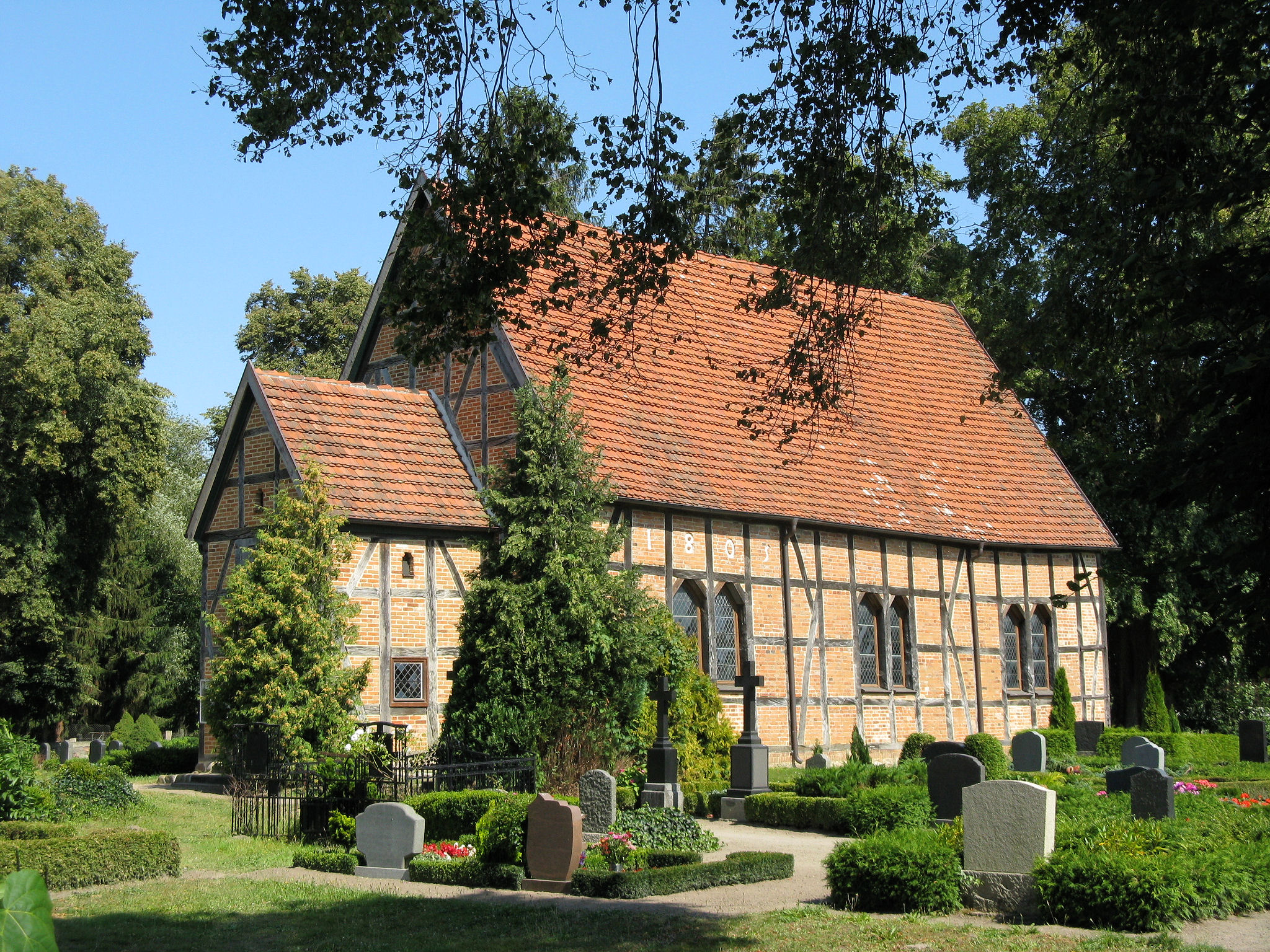
Здания церкви. Видно небольшое кладбище.

Финкенталь (нем. Finkenthal) — коммуна в Германии, в земле Мекленбург-Передняя Померания.
Входит в состав района Гюстров. Подчиняется управлению Гнойен. Население составляет 326 человек (2009); в 2003 г. — 352. Занимает площадь 20,24 км².